# Mađer
Pour les articles homonymes, voir Mader et Madjer.
Mađer (en serbe cyrillique : Мађер) est un village de Serbie situé dans la municipalité de Požega, district de Zlatibor. Au recensement de 2011, il comptait 104 habitants.

## Démographie

### Évolution historique de la population
| 1948 | 1953 | 1961 | 1971 | 1981 | 1991 | 2002 | 2011 |
| ---- | ---- | ---- | ---- | ---- | ---- | ---- | ---- |
| 268  | 296  | 275  | 248  | 218  | 190  | 153  | 104  |

|  |